# Convocazioni per la Coppa del mondo per club FIFA 2011
Elenco dei giocatori convocati da ciascun club partecipante alla Coppa del mondo per club FIFA 2011.

## Club

### Al-Sadd
Allenatore:  Jorge Fossati
| N. |                           | Ruolo | Calciatore          |
| -- | ------------------------- | ----- | ------------------- |
| 1  | Qatar (bandiera)          | P     | Saad Al Sheeb       |
| 3  | Algeria (bandiera)        | D     | Nadir Belhadj       |
| 4  | Corea del Sud (bandiera)  | D     | Lee Jung-Soo        |
| 5  | Qatar (bandiera)          | C     | Wesam Rizik         |
| 6  | Qatar (bandiera)          | D     | Mohammed Kasola     |
| 7  | Qatar (bandiera)          | A     | Yusef Ahmed         |
| 8  | Qatar (bandiera)          | D     | Mesaad Al-Hamad     |
| 9  | Senegal (bandiera)        | A     | Mamadou Niang       |
| 10 | Qatar (bandiera)          | C     | Mohammed Al-Yazeedi |
| 11 | Qatar (bandiera)          | A     | Hassan Al Haidos    |
| 12 | Costa d'Avorio (bandiera) | A     | Abdul Kader Keïta   |
| 13 | Qatar (bandiera)          | D     | Ibrahim Majid       |

| N. |                  | Ruolo | Calciatore        |
| -- | ---------------- | ----- | ----------------- |
| 14 | Qatar (bandiera) | A     | Khalfan Ibrahim   |
| 15 | Qatar (bandiera) | C     | Talal Al-Bloushi  |
| 16 | Qatar (bandiera) | D     | Taher Zakaria     |
| 17 | Qatar (bandiera) | A     | Magid Mohamed     |
| 18 | Qatar (bandiera) | P     | Mohamed Saqr      |
| 19 | Qatar (bandiera) | P     | Muhannad Naim     |
| 20 | Qatar (bandiera) | A     | Ali Afif          |
| 21 | Qatar (bandiera) | D     | Abdulla Koni      |
| 25 | Qatar (bandiera) | C     | Ali Asadalla      |
| 28 | Qatar (bandiera) | D     | Nasser Nabeel     |
| 30 | Qatar (bandiera) | C     | Abdelkarim Hassan |

### Auckland City
Allenatore:  Ramon Tribulietx
| N. |                          | Ruolo | Calciatore       |
| -- | ------------------------ | ----- | ---------------- |
| 1  | Nuova Zelanda (bandiera) | P     | Jacob Spoonley   |
| 3  | Nuova Zelanda (bandiera) | D     | Ian Hogg         |
| 4  | Nuova Zelanda (bandiera) | D     | Sam Campbell     |
| 5  | Spagna (bandiera)        | D     | Ángel Berlanga   |
| 6  | Nuova Zelanda (bandiera) | C     | Chad Coombes     |
| 7  | Nuova Zelanda (bandiera) | D     | James Pritchett  |
| 8  | Nuova Zelanda (bandiera) | C     | David Mulligan   |
| 9  | Spagna (bandiera)        | A     | Manel Expósito   |
| 10 | Costa Rica (bandiera)    | A     | Luis Corrales    |
| 11 | Croazia (bandiera)       | A     | Daniel Koprivčić |
| 12 | Nuova Zelanda (bandiera) | P     | Liam Little      |

| N. |                          | Ruolo | Calciatore               |
| -- | ------------------------ | ----- | ------------------------ |
| 13 | Nuova Zelanda (bandiera) | C     | Alex Feneridis           |
| 14 | Inghilterra (bandiera)   | A     | Adam Dickinson           |
| 15 | Nuova Zelanda (bandiera) | C     | Ivan Vicelich (capitano) |
| 16 | Spagna (bandiera)        | C     | Albert Riera             |
| 17 | Nuova Zelanda (bandiera) | C     | Adam McGeorge            |
| 18 | Inghilterra (bandiera)   | P     | Paul Gothard             |
| 20 | Argentina (bandiera)     | A     | Emiliano Tade            |
| 21 | Spagna (bandiera)        | C     | Andreu Guerao            |
| 22 | Nuova Zelanda (bandiera) | D     | Andrew Milne             |
| 23 | Nuova Zelanda (bandiera) | D     | Simon Arms               |
| 27 | Nuova Zelanda (bandiera) | D     | Thomas Doyle             |

### Barcellona
Allenatore:  Josep Guardiola
| N. |                      | Ruolo | Calciatore              |
| -- | -------------------- | ----- | ----------------------- |
| 1  | Spagna (bandiera)    | P     | Víctor Valdés           |
| 2  | Brasile (bandiera)   | D     | Daniel Alves            |
| 3  | Spagna (bandiera)    | D     | Gerard Piqué            |
| 4  | Spagna (bandiera)    | C     | Cesc Fàbregas           |
| 5  | Spagna (bandiera)    | D     | Carles Puyol (capitano) |
| 6  | Spagna (bandiera)    | C     | Xavi Hernández          |
| 7  | Spagna (bandiera)    | A     | David Villa             |
| 8  | Spagna (bandiera)    | C     | Andrés Iniesta          |
| 9  | Cile (bandiera)      | A     | Alexis Sánchez          |
| 10 | Argentina (bandiera) | A     | Lionel Messi            |
| 11 | Spagna (bandiera)    | C     | Thiago Alcántara        |
| 13 | Spagna (bandiera)    | P     | José Manuel Pinto       |

| N. |                      | Ruolo | Calciatore          |
| -- | -------------------- | ----- | ------------------- |
| 14 | Argentina (bandiera) | C     | Javier Mascherano   |
| 15 | Mali (bandiera)      | C     | Seydou Keita        |
| 16 | Spagna (bandiera)    | C     | Sergio Busquets     |
| 17 | Spagna (bandiera)    | A     | Pedro Rodríguez     |
| 18 | Messico (bandiera)   | C     | Jonathan dos Santos |
| 19 | Brasile (bandiera)   | D     | Maxwell             |
| 21 | Brasile (bandiera)   | D     | Adriano             |
| 22 | Francia (bandiera)   | D     | Éric Abidal         |
| 24 | Spagna (bandiera)    | D     | Andreu Fontàs       |
| 25 | Spagna (bandiera)    | P     | Oier Olazábal       |
| 27 | Spagna (bandiera)    | A     | Isaac Cuenca        |

### Espérance
Allenatore:  Nabil Maâloul
| N. |                    | Ruolo | Calciatore                 |
| -- | ------------------ | ----- | -------------------------- |
| 1  | Tunisia (bandiera) | P     | Moez Ben Cherifia          |
| 2  | Tunisia (bandiera) | C     | Zine El Abidine Souissi    |
| 3  | Camerun (bandiera) | D     | Yaya Banana                |
| 6  | Mali (bandiera)    | D     | Idrissa Coulibaly          |
| 7  | Tunisia (bandiera) | A     | Khaled Ayari               |
| 8  | Tunisia (bandiera) | A     | Edriss Mhirssi             |
| 9  | Tunisia (bandiera) | A     | Aymen Ben Amor             |
| 10 | Tunisia (bandiera) | C     | Oussama Darragi (capitano) |
| 12 | Tunisia (bandiera) | D     | Khalil Chemmam             |
| 13 | Tunisia (bandiera) | A     | Taha Yassine Khenissi      |
| 15 | Camerun (bandiera) | A     | Yannick N'Djeng            |
| 16 | Tunisia (bandiera) | P     | Arbi Mejri                 |

| N. |                    | Ruolo | Calciatore          |
| -- | ------------------ | ----- | ------------------- |
| 17 | Tunisia (bandiera) | C     | Sameh Derbali       |
| 18 | Tunisia (bandiera) | C     | Wajdi Bouazzi       |
| 19 | Tunisia (bandiera) | C     | Khaled Mouelhi      |
| 20 | Tunisia (bandiera) | D     | Mohamed Ben Mansour |
| 21 | Tunisia (bandiera) | C     | Mejdi Traoui        |
| 22 | Tunisia (bandiera) | P     | Wassim Naouara      |
| 23 | Tunisia (bandiera) | C     | Khaled Korbi        |
| 26 | Ghana (bandiera)   | D     | Harrison Afful      |
| 27 | Tunisia (bandiera) | C     | Safouen Ben Salem   |
| 28 | Tunisia (bandiera) | C     | Youssef Msakni      |
| 29 | Tunisia (bandiera) | D     | Oualid Hicheri      |

### Monterrey
Allenatore:  Víctor Manuel Vucetich
| N. |                    | Ruolo | Calciatore                    |
| -- | ------------------ | ----- | ----------------------------- |
| 1  | Messico (bandiera) | P     | Jonathan Orozco               |
| 2  | Messico (bandiera) | D     | Severo Meza                   |
| 4  | Messico (bandiera) | D     | Ricardo Osorio                |
| 5  | Messico (bandiera) | D     | Dárvin Chávez                 |
| 6  | Messico (bandiera) | D     | Héctor Morales                |
| 7  | Messico (bandiera) | C     | Jesús Manuel Corona           |
| 8  | Messico (bandiera) | C     | Luis Ernesto Pérez (capitano) |
| 9  | Messico (bandiera) | A     | Aldo de Nigris                |
| 11 | Messico (bandiera) | A     | Sergio Santana                |
| 12 | Messico (bandiera) | P     | Jesús Dautt                   |
| 13 | Messico (bandiera) | A     | Abraham Carreño               |
| 14 | Messico (bandiera) | C     | César de la Peña              |

| N. |                      | Ruolo | Calciatore          |
| -- | -------------------- | ----- | ------------------- |
| 15 | Argentina (bandiera) | D     | José María Basanta  |
| 16 | Messico (bandiera)   | C     | Luis Madrigal       |
| 17 | Messico (bandiera)   | C     | Jesús Zavala        |
| 18 | Argentina (bandiera) | C     | Neri Cardozo        |
| 19 | Argentina (bandiera) | A     | César Delgado       |
| 20 | Ecuador (bandiera)   | C     | Walter Ayoví        |
| 21 | Messico (bandiera)   | D     | Hiram Mier          |
| 22 | Messico (bandiera)   | A     | Marcelo Cazaubón    |
| 23 | Messico (bandiera)   | P     | Juan de Dios Ibarra |
| 24 | Messico (bandiera)   | D     | Sergio Pérez Moya   |
| 26 | Cile (bandiera)      | A     | Humberto Suazo      |

### Santos
Allenatore:  Muricy Ramalho
| N. |                    | Ruolo | Calciatore             |
| -- | ------------------ | ----- | ---------------------- |
| 1  | Brasile (bandiera) | P     | Rafael                 |
| 2  | Brasile (bandiera) | D     | Edu Dracena (capitano) |
| 3  | Brasile (bandiera) | D     | Léo                    |
| 4  | Brasile (bandiera) | D     | Danilo                 |
| 5  | Brasile (bandiera) | C     | Arouca                 |
| 6  | Brasile (bandiera) | D     | Durval                 |
| 7  | Brasile (bandiera) | C     | Henrique               |
| 8  | Brasile (bandiera) | C     | Elano                  |
| 9  | Brasile (bandiera) | A     | Borges                 |
| 10 | Brasile (bandiera) | C     | Ganso                  |
| 11 | Brasile (bandiera) | A     | Neymar                 |
| 12 | Brasile (bandiera) | P     | Aranha                 |

| N. |                     | Ruolo | Calciatore        |
| -- | ------------------- | ----- | ----------------- |
| 13 | Brasile (bandiera)  | D     | Bruno Aguiar      |
| 14 | Brasile (bandiera)  | D     | Bruno Rodrigo     |
| 15 | Brasile (bandiera)  | C     | Anderson Carvalho |
| 16 | Brasile (bandiera)  | D     | Vinicius Simon    |
| 17 | Brasile (bandiera)  | C     | Felipe Anderson   |
| 18 | Brasile (bandiera)  | C     | Ibson             |
| 19 | Brasile (bandiera)  | A     | Alan Kardec       |
| 20 | Colombia (bandiera) | A     | Wason Rentería    |
| 21 | Brasile (bandiera)  | D     | Pará              |
| 22 | Brasile (bandiera)  | A     | Diogo             |
| 23 | Brasile (bandiera)  | P     | Vladimir          |

### Kashiwa Reysol
Allenatore:  Nelsinho Baptista
| N. |                          | Ruolo | Calciatore                |
| -- | ------------------------ | ----- | ------------------------- |
| 1  | Giappone (bandiera)      | P     | Kazushige Kirihata        |
| 2  | Giappone (bandiera)      | D     | Takanori Nakajima         |
| 3  | Giappone (bandiera)      | D     | Naoya Kondō               |
| 4  | Giappone (bandiera)      | D     | Hiroki Sakai              |
| 5  | Giappone (bandiera)      | D     | Tatsuya Masushima         |
| 6  | Corea del Sud (bandiera) | D     | Park Dong-Hyuk            |
| 7  | Giappone (bandiera)      | C     | Hidekazu Ōtani (capitano) |
| 8  | Giappone (bandiera)      | C     | Masakatsu Sawa            |
| 9  | Giappone (bandiera)      | A     | Hideaki Kitajima          |
| 10 | Brasile (bandiera)       | C     | Leandro Domingues         |
| 11 | Giappone (bandiera)      | A     | Ryōhei Hayashi            |
| 13 | Giappone (bandiera)      | C     | Akihiro Hyōdō             |

| N. |                           | Ruolo | Calciatore       |
| -- | ------------------------- | ----- | ---------------- |
| 15 | Brasile (bandiera)        | C     | Jorge Wagner     |
| 16 | Giappone (bandiera)       | P     | Koji Inada       |
| 17 | Corea del Nord (bandiera) | C     | An Yong-hak      |
| 18 | Giappone (bandiera)       | C     | Junya Tanaka     |
| 19 | Giappone (bandiera)       | A     | Masato Kudō      |
| 20 | Giappone (bandiera)       | C     | Akimi Barada     |
| 21 | Giappone (bandiera)       | P     | Takanori Sugeno  |
| 22 | Giappone (bandiera)       | D     | Wataru Hashimoto |
| 28 | Giappone (bandiera)       | C     | Ryōichi Kurisawa |
| 29 | Giappone (bandiera)       | C     | Kōki Mizuno      |
| 32 | Giappone (bandiera)       | C     | Ryosuke Yamanaka |